# Kleistreek (Friesland)
De Kleistreek vormt binnen de provincie Friesland een eigen cultuurgebied. Het gebied omvat de strook zeeklei langs de kust, grofweg westelijk en noordelijk van Leeuwarden. Een deel hiervan wordt ook wel de Bouwhoek genoemd. Dit betreft grote delen van de gemeenten Noardeast-Fryslân en Waadhoeke. Dit wordt onderscheiden van de Greidhoek (de Kleiweidestreek) met het grootste deel van de gemeente Sûdwest-Fryslân. In de Bouwhoek overheerst vanouds het gemengde bedrijf, in de Greidhoek is sinds de 17e eeuw vrijwel geen akkerbouw te vinden.

## Landbouwgebieden
In de Nederlandse landbouwstatistiek rekende men sinds 1912 de (voormalige) gemeenten Barradeel, Het Bildt, Ferwerderadeel, Franekeradeel, Kollumerland c.a., Menaldumadeel, Oost-Dongeradeel en West-Dongeradeel met de steden Dokkum, Franeker en Harlingen tot de Friese Kleibouwstreek. In 1957 werd de Kleibouwstreek opgesplitst in Het Bildt (met Barradeel)
De Kleiweidestreek bestond sinds 1912 uit de gemeenten Baarderadeel, Hennaarderadeel, Leeuwarderadeel, Wonseradeel en Wumbritseradeel. Daarbij kwamen de steden Bolsward, Hindeloopen, Leeuwarden, Sneek, Stavoren, Workum en IJlst.
Tot de waterrijke Veenweidestreek werden de gemeenten Ængwirden, Doniawerstal, Gaasterland, Haskerland, Hemelumer-Oldeferd, Idaarderadeel, Lemsterland, Rauwerderhem, Uteringadeel en de stad Sloten geteld. Het gebied is grotendeels opgegaan in de gemeente De Fryske Marren; een deel ervan staat ook bekend als het Lage Midden. Het hoger gelegen Zandgebied van de Friese Wouden bestond uit de gemeenten Achtkarspelen, Doniawersal, Oost- en West-Stellingwerf, Opsterland, Schoterland, Smallingerland en Tietjerksteradeel. Verder waren er nog de eilanden Ameland en Schiermonnikoog.
Voor de provincie Groningen hanteerde men soortgelijke benamingen als in Friesland. Het Hogeland in de provincie Groningen wordt in de landbouwstatistiek van 1912 aangeduid als de Noordelijke Bouwstreek. Het gebied rond Bedum (het Centrale Woldgebied) werd bestempeld als Centrale Bouwstreek..
In 1991 koos de overheid voor een nieuwe indeling in 66 landbouwgebieden, die in 14 groepen worden samengevat. Sindsdien wordt Noordelijk Friesland (oftewel de Bouwhoek) samen het het Hogeland gerekend tot het Noordelijk Kleigebied. De landbouwgebieden Weidestreek, De Wouden en Eilanden worden samen met naburige gebieden gerekend tot  het Noordelijk Weidegebied. 

### Lytse Bouhoeke
Het zavelige kleigebied rond Pingjum wordt wel als de Lytse Bouhoeke ('Kleine Bouwhoek') betiteld, omdat hier meer akkerbouw voorkwam dan in de omliggende dorpen. Hiertoe rekende men de dorpen Arum, Kimswerd, Pingjum en Witmarsum. Het gebied werd vanouds tegen de zee beschermd door de ringdijk Pingjumer Gulden Halsband.

## Cultuur
Vanwege de vruchtbare bodem was de kleistreek veel welvarender dan de veen- en zandstreken. De bewoners waren beter doorvoed. Men keek dan ook vaak neer op de Woudfriezen, die denigrerend wâldpyken of wâldprikken werden genoemd. Zij werden in veel gevallen niet voor vol aangezien. Ook hun Friese tongval gold vaak als minderwaardig. Omdat akkerbouw meer personeel vergde, waren de dorpen in de bouwstreek volkrijker en waren de sociale tegenstellingen er scherper. Dat gold met name voor Het Bildt. In de Greidhoek maakte men in de hooitijd veelvuldig gebruik van Duitse seizoensarbeiders of hannekemaaiers, die denigrerend poepen werden genoemd.

## Taal
De Friese dialecten van de Kleistreek verschillen van het Woudfries (de dialecten van de Friese Wouden) doordat in het Fries van de Klei het onderscheid tussen de tweeklanken in de woorden nei (naar/nabij) en nij ('nieuw') is te horen. Anderzijds onderscheidt het Kleifries zich van het Fries van de Zuidwesthoek door het voorkomen van het fonologische verschijnsel breking.